# Jim C. Hines
Pour les articles homonymes, voir Hines.
Œuvres principales
- Série Princesses mais pas trop
- Série Le Gobelin
- Série Magie ex Libris

Jim C. Hines, né  le 15 avril 1974 en Pennsylvanie, est un auteur de fantasy américain.

## Biographie
Jim C. Hines est le lauréat du L. Ron Hubbard Award en 1998 avec son histoire Blade of the Bunny. Il est l'auteur de la tétralogie de fantasy Jig le Gobelin ((en) : Goblin Quest), également coauteur de l'anthologie Heroes in Training avec Martin H. Greenberg. Son éditeur américain est DAW Books, et plusieurs de ses livres ont figuré dans la liste des bestsellers du magazine Locus, .
Pendant un certain temps, il a été bénévole comme conseiller de crise à East Lansing, et a également travaillé pour le Male Outreach Coordinator pour le MSU Safe Place. Il est l'auteur d'un roman qui n'est pas de la fantasy, Goldfish Dreams, décrit ainsi sur le site de l’auteur : « Comment intégrer une nouvelle prise de conscience ».
Il vit aussi dans le Michigan, où il travaille pour le gouvernement. En 2008, il donne ses archives à la Science Fiction and Fantasy Writers of America (SFWA), collection dans le département des Livres rares et les Collections Spéciales à l'université du Nord de l'Illinois. Il est l'invité d'honneur de la Convention Iowa Science Fiction (ICON) en 2009.

## Œuvres

### SérieLe Gobelin
1. Le Graal du gobelin, L'Atalante, coll. « Le Maedre », 2008 ((en) Goblin Quest, 2006)Réédition, L'Atalante, coll. « La Dentelle du cygne », 2017
2. La Gloire du gobelin, L'Atalante, coll. « Le Maedre », 2009 ((en) Goblin Hero, 2007)Réédition, L'Atalante, coll. « La Dentelle du cygne », 2018
3. (en) Goblin War, 2008
4. (en) Goblin Tales, 2011

### SériePrincesses mais pas trop
1. L'Enlèvement du prince Armand, Castelmore, 2011 (The Stepsister Scheme, 2009)
2. La Folie de la petite sirène, Castelmore, 2011 (The Mermaid's Madness, 2009)
3. La Vengeance du petit chaperon rouge, Castelmore, 2011 (Red Hood's Revenge, 2010)
4. (en) The Snow Queen's Shadow, 2011

### SérieMagie ex libris
1. Le Bibliomancien, L'Atalante, coll. « La Dentelle du cygne », 2016 ((en) Libriomancer, 2013)
2. Lecteurs nés, L'Atalante, coll. « La Dentelle du cygne », 2017 ((en) Codex Born, 2013)
3. Sur épreuves, L'Atalante, coll. « La Dentelle du cygne », 2018 ((en) Unbound, 2015)
4. (en) Revisionary, 2016

### SérieJanitors of the Post-Apocalypse
1. (en) Terminal Alliance, 2017
2. (en) Terminal Uprising, 2019
3. (en) Terminal Peace, 2022

### Romans indépendants
- (en) Goldfish Dreams, 2003
- (en) The Prosekiller Chronicles: Rise of the Spider Goddess, 2014
- (en) Fable: Blood of Heroes, 2015

### Recueils de nouvelles
- (en) The Goblin Master's Grimoire, 2013

### Anthologie
- (en) Heroes in Training, 2007Coédité avec Martin H. Greenberg